# Richard Childress Racing

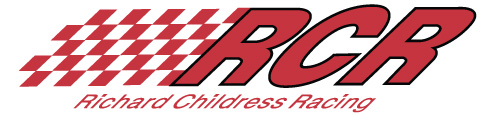
Logo.

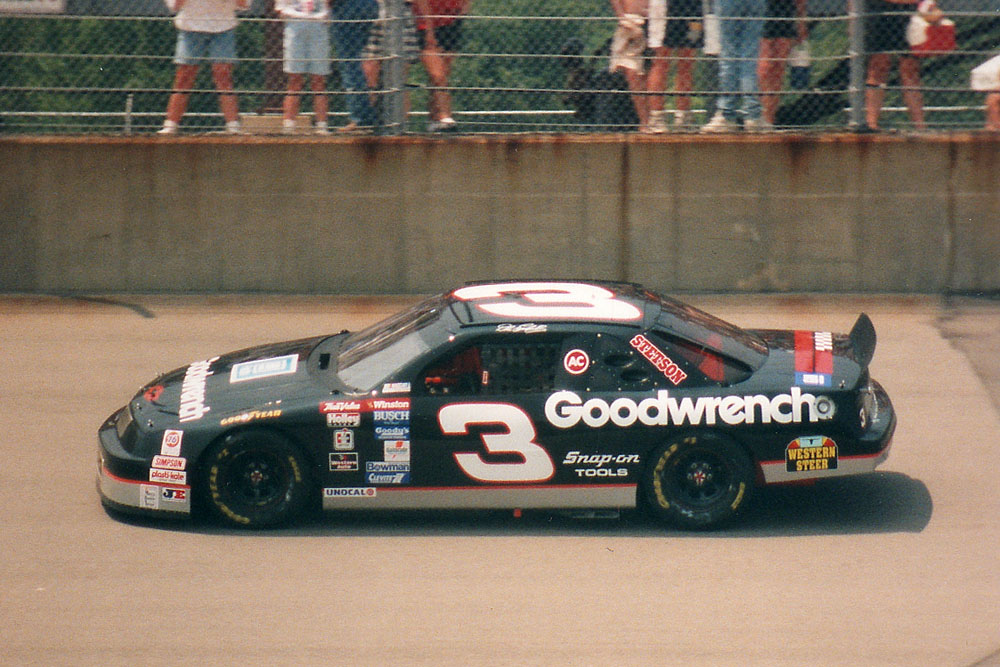
Chevrolet número 3 de Dale Earnhardt de la Copa NASCAR 1994.

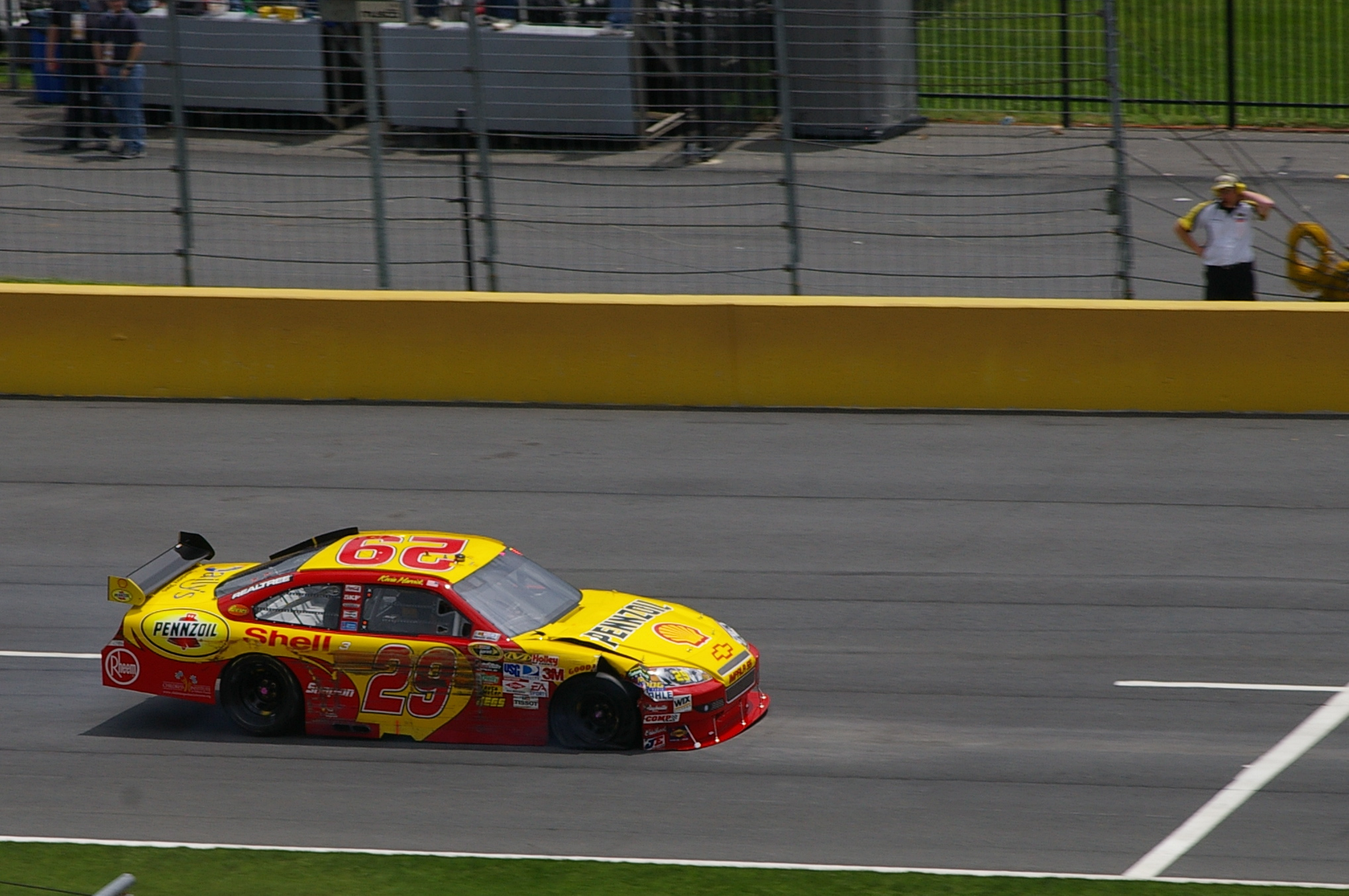
Chevrolet número 29 de Kevin Harvick de la Copa NASCAR 2009.

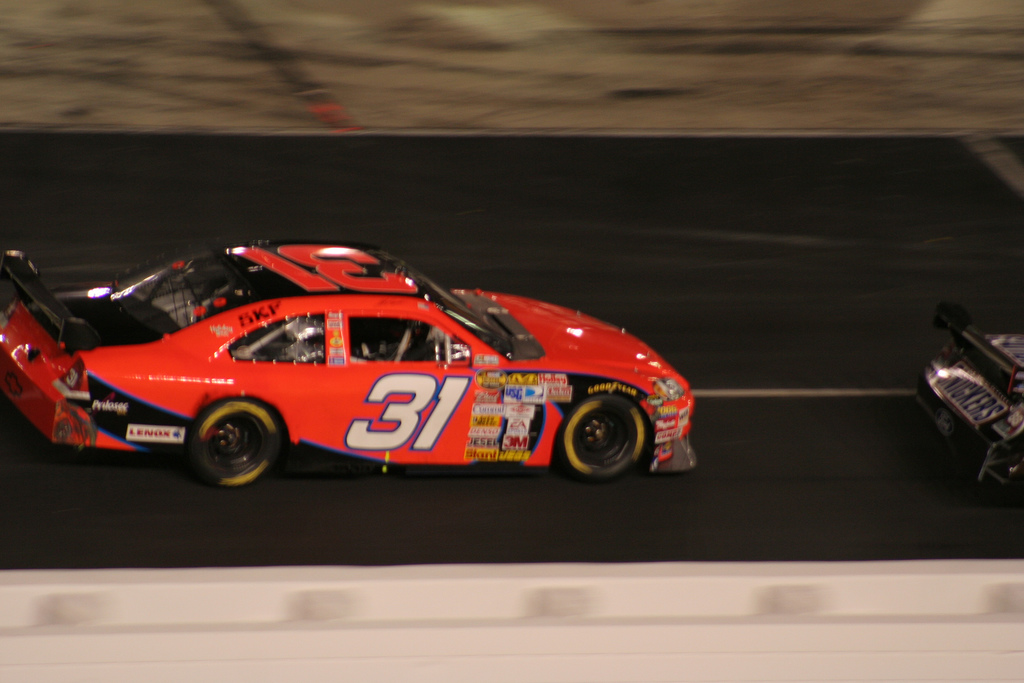
Chevrolet número 31 de Jeff Burton de la Copa NASCAR 2007.

RCR Enterprises, LLC, que opera bajo el nombre de Richard Childress Racing, es un equipo estadounidense de automovilismo de velocidad con base en Welcome, Carolina del Norte, Estados Unidos, y es propiedad del expiloto de carreras Richard Childress, quien fundó este equipo en 1969. Compite en la Copa NASCAR con tres vehículos, el número 3 pilotado por Austin Dillon el 8 pilotado por Tyler Reddick. También compite en NASCAR Xfinity Series con un vehículo, el número 21 pilotado por Anthony Alfredo, Myatt Snider y Kaz Grala
Actualmente compite en la Copa NASCAR con el Chevrolet Camaro ZL1, y en la NASCAR Xfinity Series con el Chevrolet Camaro SS.
El equipo ha ganado 6 campeonatos de pilotos de Copa NASCAR (1986, 1987, 1990, 1991, 1993, y 1994), 5 de la Xfinity Series (2001, 2006, 2008, 2013 y 2019) y 2 de la Truck Series (1995, y 2011), y a noviembre de 2016, acumula entre las 3 series nacionales de NASCAR, 214 victorias.
RCR ha tenido a lo largo de su historia pilotos notables tales como Dale Earnhardt, Jeff Burton, Ricky Rudd y Kevin Harvick.

## Historia
Richard Childress pilotó para su propio equipo por primera vez en 1969. Resultó octavo en el campeonato 1979, noveno en 1977 y décimo en 1978 y 1980, aunque no logró ninguna victoria.
Dale Earnhardt disputó las últimas 11 carreras en 1981 con el equipo Childress, logrando dos cuartos puestos. Ricky Rudd fue piloto titular en 1982 y 1983, obteniendo el noveno puesto de campeonato en ambas oportunidades, así como dos victorias en 1983.
Earnhardt retornó al equipo en 1984, siendo patrocinado por la marca de pantalones Wrangler y luego GM Goodwrench a partir de 1988. Fue campeón en 1986, 1987, 1990, 1991, 1993 y 1994, subcampeón en 1989, 1995 y 2000, tercero en 1988 y cuarto en 1984 y 1996, acumulando un total de 66 victorias.
Mike Skinner se convirtió en segundo piloto titular de Childress en 1997. Pilotó el número 31 hasta 2001, resultando décimo en el campeonato 1999, aunque sin lograr victorias.
Earnhardt murió en un choque en las 500 Millas de Daytona de 2001. Su butaca la tomó Kevin Harvick, adoptando el número 29, quien logró dos victorias y el noveno puesto de campeonato. También en 2001, Skinner se lesionó y Robby Gordon tomó su lugar en el tercero final del calendario, logrando una victoria, a la vez que Jeff Green compitió en algunas carreras en el número 30.
Green, Gordon y Harvick permanecieron como pilotos titulares en la temporada 2002 de la Copa NASCAR, resultando 17.º, 20.º y 21.º, con una victoria por parte de Harvick. En 2003, Harvick resultó quinto con una victoria y 11 top 5, y Gordon acabó 16 con dos victorias. Green fue despedido a mitad de temporada por Steve Park, ninguno de los cuales logró victorias.
En 2004, Harvick terminó 14.º y Gordon 23.º, ambos sin victorias. En tanto, tres pilotos distintos corrieron con el número 30, sin lograr victorias, y Kerry Earnhardt pilotó el número 33.
Harvick logró una victoria en la temporada 2005 y repitió el 14.º puesto final. Jeff Burton fue piloto titular del número 31, resultando 18.º sin victorias, y Dave Blaney fue piloto titular del número 07, acabando 26.º sin victorias.
En la Copa NASCAR 2006, Harvick obtuvo cinco victorias y 15 top 5, por lo que terminó cuarto en la tabla general. Burton ganó una carrera y terminó séptimo. Bowyer se convirtió en el nuevo tercer piloto y resultó 17.º sin victorias.
En 2007, Bowyer obtuvo el tercer puesto de campeonato, Burton fue octavo y Harvick décimo, todos con una victoria. En 2008, Harvick fue cuarto sin victorias, Bowyer quinto con una victoria y Burton sexto con tres victorias.
Childress contrató como cuarto piloto a Casey Mears en 2009. Ninguno de ellos logró victorias y el mejor colocado en el campeonato fue Bowyer quien finalizó 15.º. Mears quedó fuera del equipo en 2010. Harvick logró tres victorias y el tercer puesto de campeonato, Bowyer fue décimo con dos victorias, y Burton fue 12.º sin victorias.
En 2011, Harvick acumuló cuatro victorias y repitió el tercer puesto de campeonato. Bowyer ganó una carrera y terminó 13.º, en tanto que Burton se colocó 20.º sin victorias. Además, Paul Menard se unió a Childress para pilotar el número 27.º, quien obtuvo una victoria y el 17.º puesto de campeonato.
Bowyer dejó el equipo Childress en 2012, en tanto que Harvick fue octavo con una victoria. Por su parte, Menard y Burton resultaron 16.º y 19.º sin victorias. En 2013, Harvick resultó tercero con cuatro victorias, en tanto que Menard fue 17.º y Burton 20.º sin victorias.
En la temporada siguiente, Harvick y Burton se fueron del equipo, y fueron sustituidos por Austin Dillon, quien retomó el número 3, y Ryan Newman, quien pilotó el número 31. Newman fue subcampeón sin victorias, Dillon terminó 20.º y Menard 21.º, todos ellos sin victorias.
En 2015, Newman y Menard finalizando 11.º y 14.º respectivamente. En tanto, Dillon concluyó 21.º. Los tres pilotos no lograron ninguna victoria. En 2016, a pesar de la sequía de victorias del equipo, Dillon se clasificó a la Caza, llegando a la segunda ronda y concluyendo 14.º. Mientras que Nemwan y Menard, resultaron 18.º y 25.º en el campeonato.
En 2017, los pilotos Newman y Dillon ganarían una carrera respectivamente, Dillon concluyó 11.º y Newman fue 16.º. Mientras que Menard fue 23.º. Al año siguiente Dillon logró una victoria y acaba 13.º, mientras que Newman fue 17.º.
En la temporada siguiente, Dillon fue 21.º y Hemeric 25.º acabando sin victorias.